# جاناتان تهائو
جاناتان تهائو (انگلیسی: Jonathan Tehau؛ زادهٔ ۵ ژانویهٔ ۱۹۸۸) بازیکن فوتبال اهل تاهیتی است.
وی همچنین در تیم ملی فوتبال تاهیتی بازی کرده‌است.